# Edgars Rinkēvičs
Edgars Rinkēvičs (* 21. září 1973, Jūrmala) je lotyšský politik a od roku 2023 lotyšský prezident. Dříve byl od roku 2011 ministrem zahraničí. Jeho příjmení je v českém přepisu uváděno též jako Rinkévičs.

## Biografie
V letech 1991–1997 studoval na Lotyšské univerzitě, historii a filozofii v bakalářském programu a politologii v magisterském programu. V letech 1999–2000 pak absolvoval studium na Národní univerzitě obrany ve Fort McNair.
Od roku 1995 působil na ministerstvu obrany, účastnil se mimo jiné vyjednávání o vstupu Lotyšska do NATO. V říjnu 2008 se stal šéfem prezidentské kanceláře, jímž zůstal do července 2011. Dne 25. října 2011 byl jmenován ministrem zahraničí ve vládě Valdise Dombrovskise.
Dnes 31. května 2023 byl ve třetím kole parlamentní volby poměrem hlasů 55 PRO a 35 PROTI zvolen lotyšským prezidentem. Úřadu se oficiálně ujal 8. července, kdy nahradil dosavadního prezidenta Egilse Levitse.

### Soukromý život
V listopadu 2014, krátce po říjnových parlamentních volbách se na Twitteru přihlásil ke své homosexualitě a uvedl, že se zasadí o vytvoření právního rámce pro všechny typy partnerství. Stal se tak prvním otevřeným gayem v nejvyšších patrech lotyšské politiky.